# Entre Nous
Entre Nous är en låt av Rush. Låten släpptes som singel och återfinns på albumet Permanent Waves. utgivet 1980. Låtens musik skrevs av basisten/sångaren Geddy Lee och gitarristen Alex Lifeson, medan texten skrevs av trummisen Neil Peart.  
Rush spelade låten 64 gånger.